# Internet Storage Name Service
Der Internet Storage Name Service (iSNS) erlaubt automatisierte Erkennung, Management und Konfiguration von iSCSI- und Fibre-Channel-Systemen mit iFCP-Gateways im TCP/IP-Netz.